# Юхары-Гюзляк
Юхары-Гюзляк (азерб. Yuxarı Güzlək) — село в Каракёллунской административно-территориальной единице Физулинского района Азербайджана, расположенное на предгорье, в 13 км к юго-западу от города Физули, на берегу реки Козлучай.

## Топонимика
Село изначально называлось Гюзляк. В XIX веке из территории села отделилось село Ашагы-Гюзлек, само же село стало именоваться Юхары-Гюзляк. Слово «Гюзляк» в переводе со старотюркского языка означает «осеннее пастбище». Первый же компонент Юхары (Верхний) означает географическое расположение села.

## История

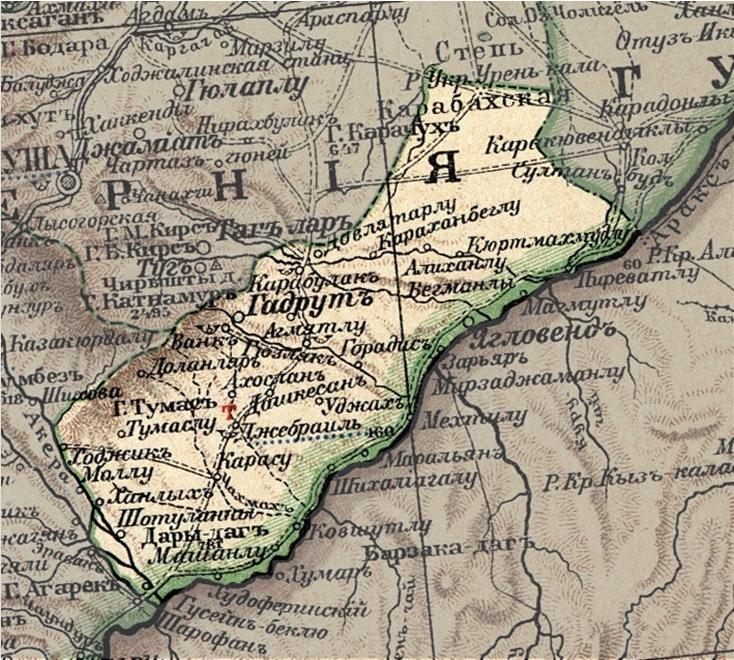
Село Гюзляк на карте Джебраильского уезда 1903 года

В годы Российской империи село Гюзлак входило в состав Джебраильского уезда Елизаветпольской губернии.
В советские годы село входило в состав Физулинского района Азербайджанской ССР. В результате Первой карабахской войны в августе 1993 года перешло под контроль непризнанной Нагорно-Карабахской Республики.
9 октября 2020 года Президент Азербайджана Ильхам Алиев заявил об «освобождении от оккупации» войсками Азербайджана ряда населённых пунктов: населённого пункта Гадрут в Нагорном Карабахе и сёл Чайлы Тертерского района, Кышлак, Караджалы, Эфендиляр, Сулейманлы Джебраильского района, Цур Ходжавендского района, Юхары-Гюзляк и Гёразыллы Физулинского района. Алиев назвал это исторической победой.

## Население
По данным «Свода статистических данных о населении Закавказского края, извлеченных из посемейных списков 1886 года» в селе Гюзлак Каракеллунского сельского округа Джебраильского уезда Елизаветпольской губернии было 37 дымов и проживало 183 азербайджанца (указаны как «татары»), которые были шиитами по вероисповеданию и крестьянами.
По данным «Кавказского календаря» на 1912 год в селе Гюзляк Карягинского уезда проживало 403 человека, в основном азербайджанцев, указанных в календаре как «татары».